# Sportpalast Kiew
Der Sportpalast Kiew (ukrainisch Київський палац спорту, Kyjiwskij Palaz Sportu) ist eine Mehrzweckhalle in der ukrainischen Hauptstadt Kiew. Die größte Veranstaltungshalle des Landes steht nördlich, in direkter Nachbarschaft, zum Olympiastadion (Nationalstadion).

## Geschichte
Die nach Plänen der Architekten Mykhailo Hrechyna und Oleksij Sawarow erbaute Sportarena wurde am 9. Dezember 1960 feierlich eingeweiht. Sie bietet heute 10.000 Sitzplätze bei Konzerten und etwa 7000 bei Sportveranstaltungen. In der Halle finden Eishockey, Basketball und Boxwettkämpfe statt. Zu den Heimmannschaften gehören der Eishockeyclub HK Sokol Kiew sowie die Basketballvereine BK Kiew und BK Budiwelnik Kiew.
2005 wurde der Eurovision Song Contest in der Halle ausgetragen. Vier Jahre später fand der Junior Eurovision Song Contest 2009 im Sportpalast statt. Die Arena ist Veranstaltungsort für Konzerte. So traten u. a. Deep Purple, A-ha, Backstreet Boys, t.A.T.u., Anastacia, Britney Spears, Placebo, Depeche Mode und Lenny Kravitz in der Halle auf.
In den ersten 50 Jahre seiner langer Geschichte war der Sportpalast Kiew Austragungsort von 16 Weltmeisterschaften, 28 Europameisterschaften, 42 Meisterschaften der Sowjetunion und über 4000 Konzerte und Theater- wie Bühnenaufführungen. Hinzu kamen rund 400 Ausstellungen und Messen. Zu den Veranstaltungen kamen mehr als 24 Millionen Besucher.

## Galerie

Der Haupteingang (2014)
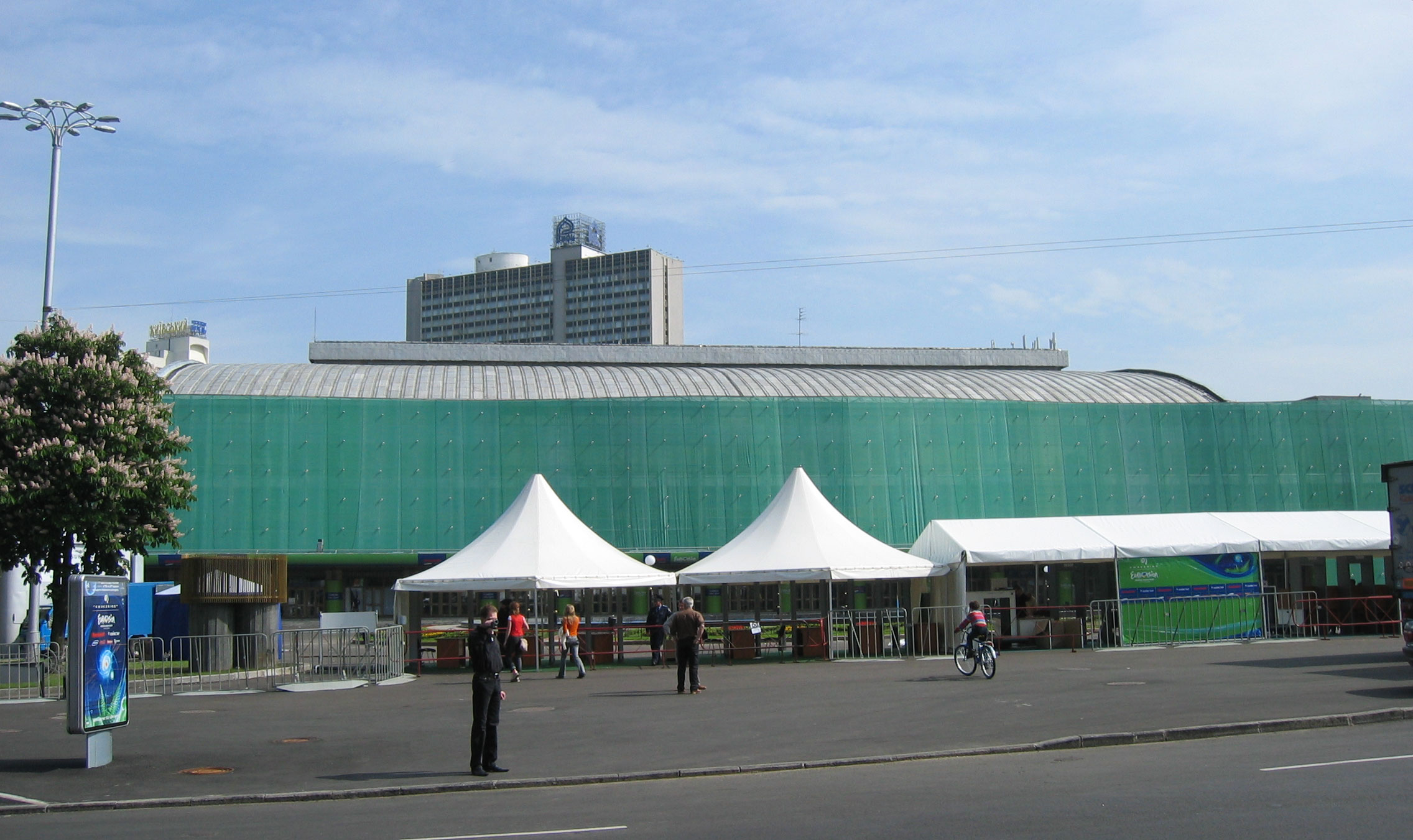
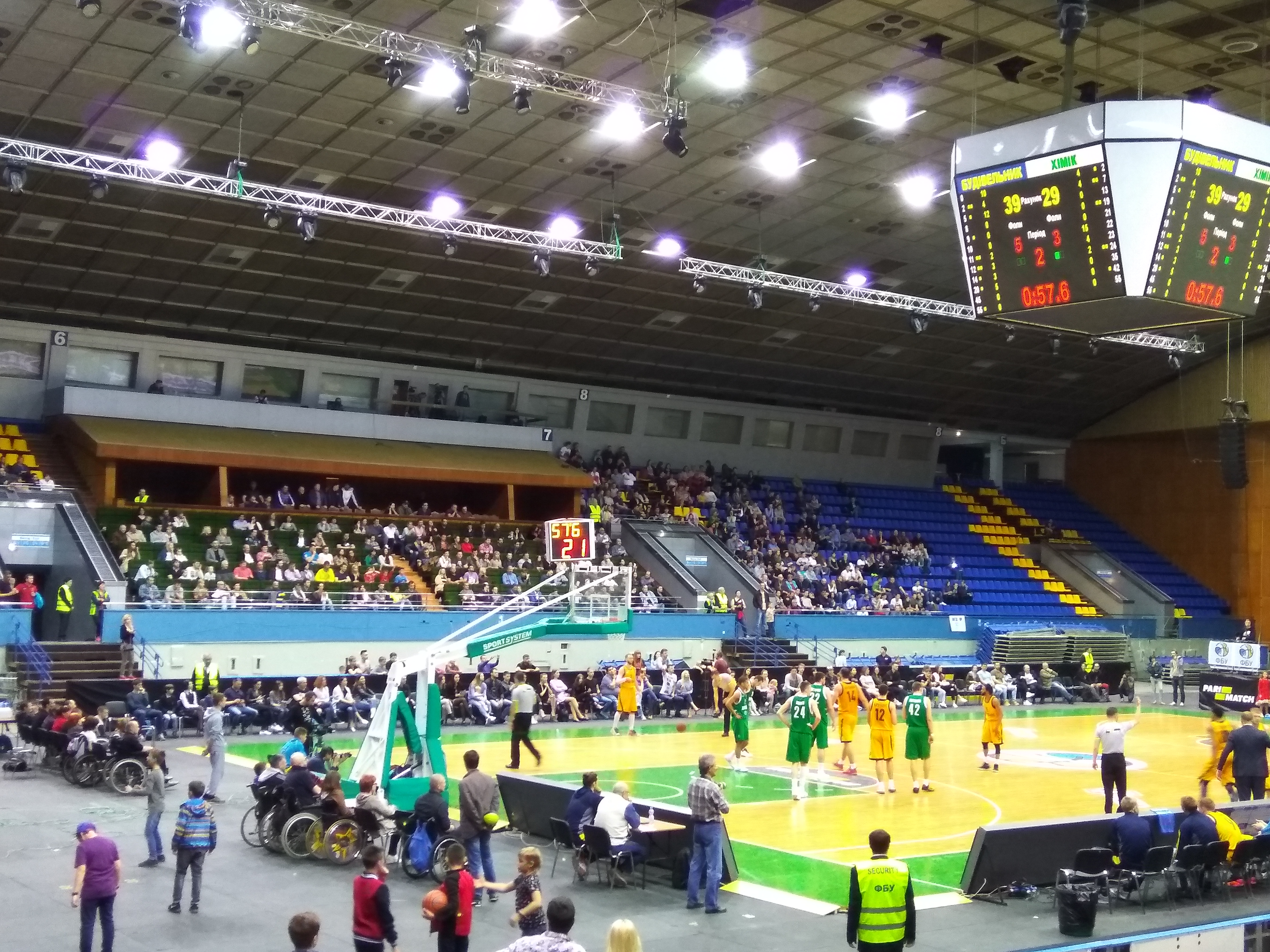